# Villa La Bolsa
Villa La Bolsa (también conocida como La Bolsa) es una localidad situada en el Valle de Paravachasca, Departamento Santa María, provincia de Córdoba, Argentina.
Se encuentra situada sobre la ruta provincial RP 5, a 40 km de la Ciudad de Córdoba. Esta del lado sur del Río Anisacate.
La localidad surge durante la década de 1940, momento en que David Hogg comienza el loteo de lo que anteriormente era la "Estancia El Descanso".

## Historia
Los registros catastrales indican que todo su radio en el año 1925 formaba parte de una estancia de 586 Has. propiedad del Sr. Juan Jaime Kay, que se extendía desde la propiedad del Sr. José de la Quintana en el suroeste hasta el Río Anisacate en el noroeste. La concreción del núcleo físico y humano que conforma esta Comuna comenzó con la subdivisión del suelo que la contiene, que se efectúo en la década del cuarenta, a través de la Empresa David Hogg y Cía. En el año 1944 esta empresa decide su loteo y comercialización, sobre todo en Buenos Aires. Se constituyeron 2 loteos originales como Villa la Bolsa U-123 (barrio Villa La Bolsa) y U-123A (barrio Altos de La Bolsa), cuya comercialización inició el asentamiento de escasos pobladores permanentes, extranjeros de diferente ascendencia, personas maduras que optaron por una vida aislada en la actual ruta provincial N°5, que era una senda y sólo fue pavimentada en la década del cincuenta. Estos pobladores iniciales cultivaban la tierra y tenían quinta con riego, que se favorecía por la presencia de los canales de riego construidos en la década del 1910, el primero llevaba agua hacia la Estancia Las Rosas que esta 6 kilómetros al sureste de la localidad, el segundo canal es que atravesaba la Estancia el Descanso que se junta con el anterior canal antes de salir del Valle de Anisacate. 
Los primeros compradores eran oriundos de Buenos Aires de descendientes rusos, ingleses, polacos, alemanes, entre otros.
En los años 40, los primeros habitantes en su mayoría fueron empleados de Vialidad Nacional, que cuidaban la ruta de tierra. Las familias que se radicaron tuvieron toda su descendencia en estas tierras, tal como el caso de las tradicionales familias Fernández, Windauer y Freites.
Simultáneamente, algunas familias de Córdoba principalmente y de Buenos Aires eligieron este sitio para pasar la prolongada temporada de descanso estival, que el quehacer humano permitía entonces. Funcionaban tres hosterías: una de ellas llamada en sus inicios “La Perla”, aún subsiste transformada en el Centro de Jubilados de la U.T.A. Posteriormente, se conformaron otros dos loteos: Villa El Descanso y Cerritos de Anisacate. 
En 1954 se forma el Centro Vecinal de Villa La Bolsa y Anexas con vecinos de la zona integrando los 4 Barrios Actuales(La Bolsa, Altos de La Bolsa, Cerritos y El Descanso), esta daría origen a la actual comuna, gracias a este centro vecinal llegó la luz eléctrica, por medio de E.P.E.C., también en 1958 llega el gas envasado al pueblo.

## Economía

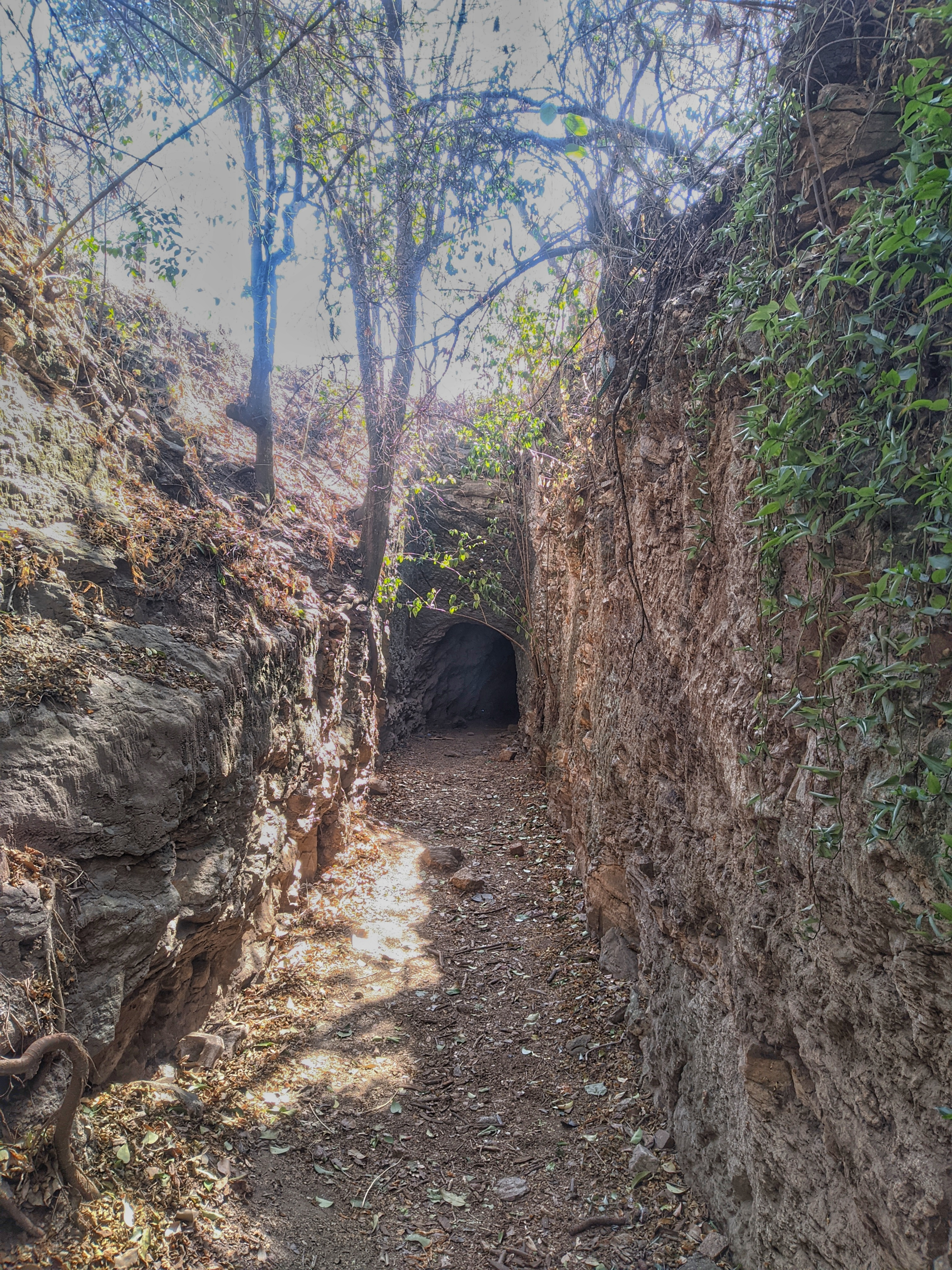
Acceso al túnel del canal Estancia Las Rosas

La principal actividad económica es el turismo, debido principalmente a sus numerosos balnearios situados a la vera del río Anisacate. Otra atracción turística es la avenida Argentina, toda arbolada, que marca el límite con Anisacate.
También se pueden visitar los canales de riego que nacen en Villa Los Aromos y llegan hasta el Valle de Anisacate atravesando toda la población. Fueron construidos para surtir de agua a las estancias Las Rosas y El Descanso.

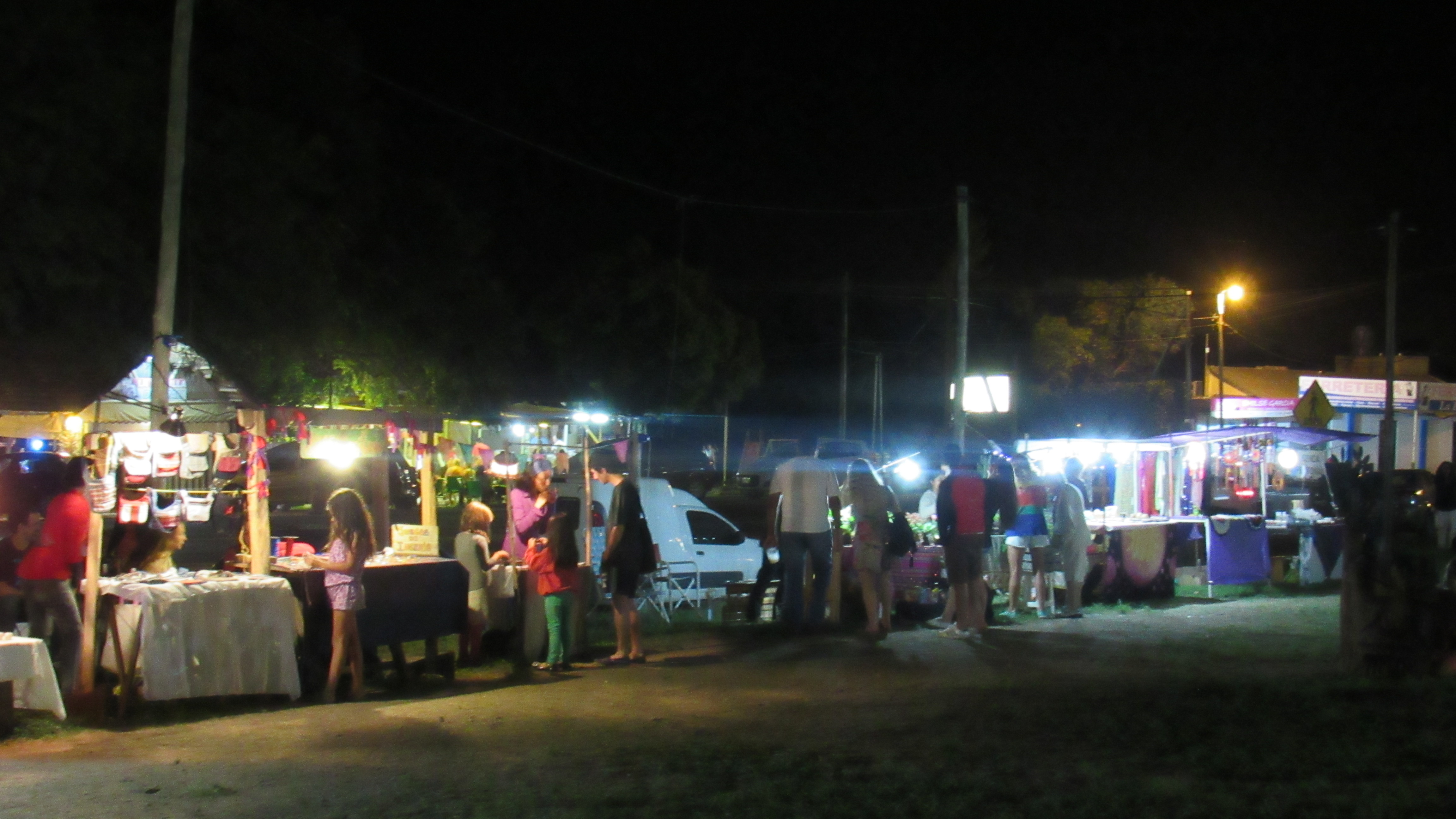
Feria de artesanos de La Bolsa

La capilla ortodoxa, un templo de típico estilo ruso con cúpulas, mosaicos de colores e íconos característicos de este culto, es una importante atracción turística.
La Feria, ubicada en la plaza de la Memoria, funcionando desde 2011 de diciembre a marzo, es la parte más importante del turismo en el verano. Desde música en vivo a espectáculos de circo, la feria no solo esta llena de artesanos sino también de entretenimiento para todas las edades.

## Toponimia
El nombre "La Bolsa" tiene su origen en la forma geográfica del río, que en la zona forma una bolsa parecida a una península. En un croquis de 1905, correspondiente a la mensura de la propiedad de Don Cruz Oviedo, se registra esta denominación en el área del lado de La Serranita, mientras que el sector de Los Aromos se conocía como "Palos Amarillos".
El croquis también detalla lugares y elementos significativos, como el "Paso del Aguardiente", un punto angosto usado para el paso de ganado y transporte de licor. Se marcan las bocas de toma de acequias asociadas a familias locales, como Cuello, Dolores y Aguirre, además de referencias a casas históricas, como la de Ventura Coll y la fábrica de agua mineral de Juan González, actual ubicación de los Hermanos Maristas.
El arroyo "El Hornito" y la cañada de Saldañil, por donde supuestamente transitaban carretas, también figuran en los registros. Más adelante, el jesuita Padre Grenón documentó en 1927 aspectos topográficos y poblacionales de la región, destacando el dique y canal de la usina en el área de Villa La Bolsa, así como el camino del aguardiente que conectaba con Potrero de Garay.
Este registro histórico proviene de los croquis y documentos recopilados en la obra del HPC de Villa Los Aromos.

## Población
Cuenta con 1456 habitantes (Indec, 2022), lo que representa un incremento del 46,3% frente a los 995 habitantes (Indec, 2010) del censo anterior. Integra el aglomerado denominado Anisacate - Villa La Bolsa - Villa Los Aromos que cuenta con una población de 6,396 habitantes (Indec, 2010).
| Gráfica de evolución demográfica de Villa La Bolsa entre 1947 y 2022 |
|                                                                      |
| Fuente: Censos nacionales del INDEC                                  |

## Barrios

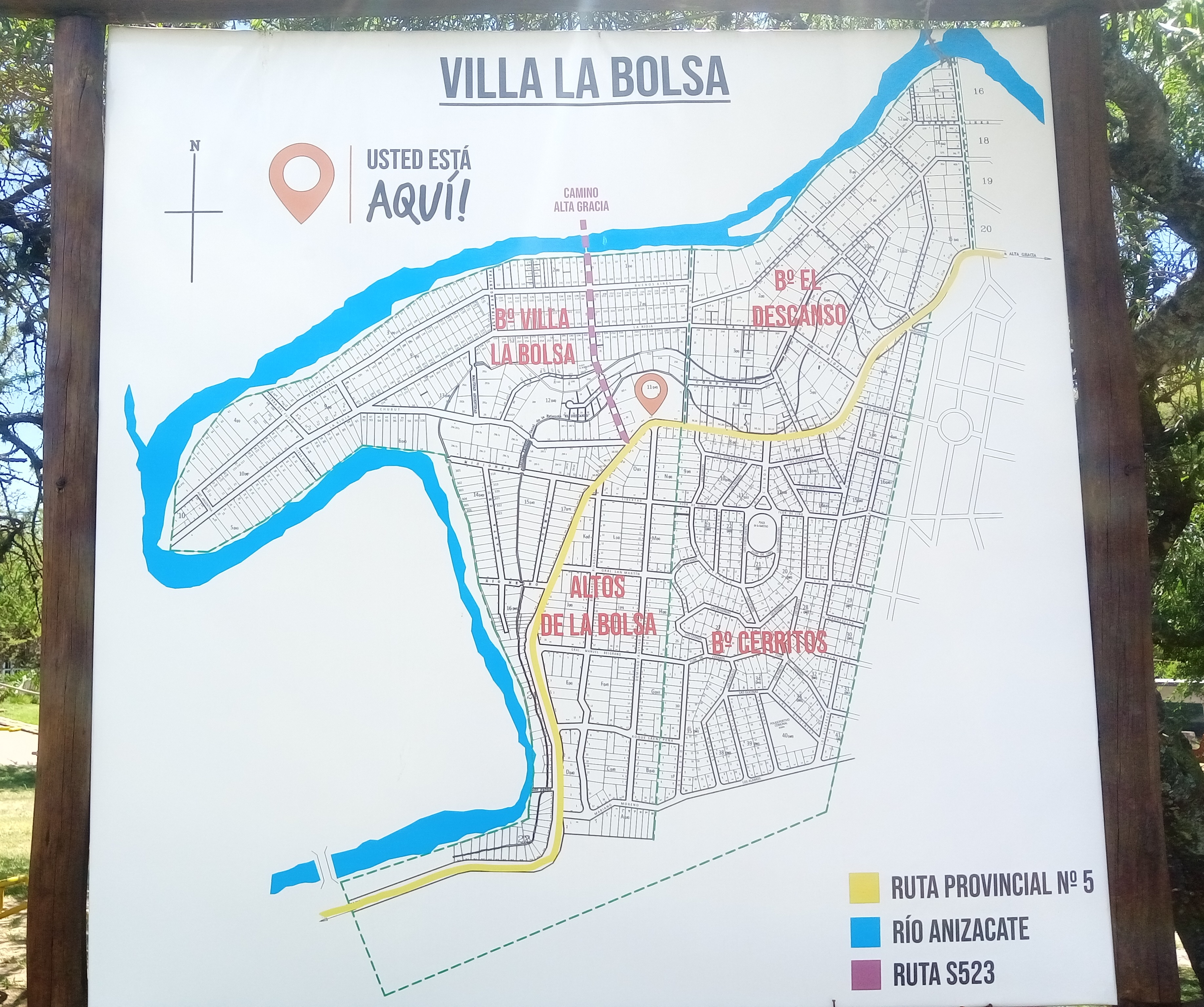
Plano de La Bolsa

La localidad de Villa La Bolsa está dividida en 4 Barrios que surgieron entre la décadas de los 30s y 40s debido al loteamiento del área.
Barrio La Bolsa

Se encuentra ubicado en el noroeste de la localidad, delimitado por el río Anisacate, la calle Neuquén y la ruta provincial 5. El loteo que dio origen al barrio se llevó a cabo entre 1938 y 1941.
Altos de La Bolsa

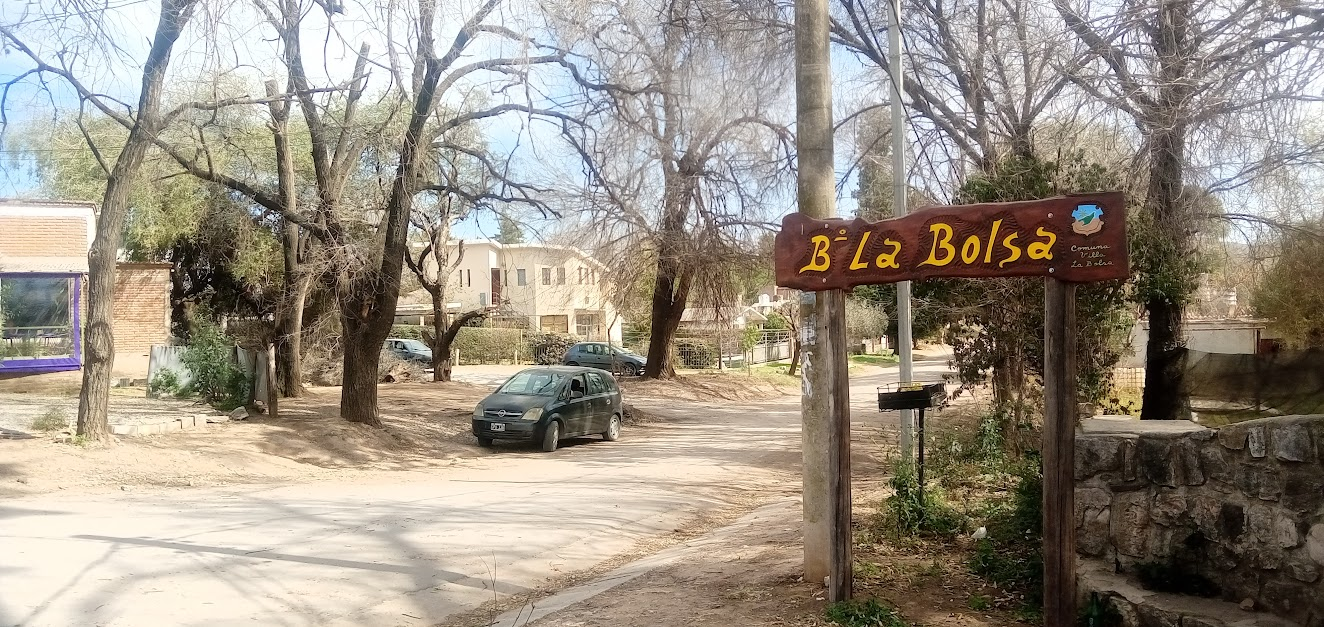
Cartel del Barrio La Bolsa en Calle Chubut

Este barrio se encuentra en el suroeste de la localidad, entre la ruta provincial 5 y el barrio Cerritos. Su loteo fue aprobado en 1945.

Hasta el año 2024, esta área era referida por su denominación catastral "U-123A". Gracias a la iniciativa de los vecinos, el barrio pasó a llamarse "Altos de La Bolsa", en referencia a su ubicación sobre una colina, la cual representa el punto más alto de la localidad.
El Descanso

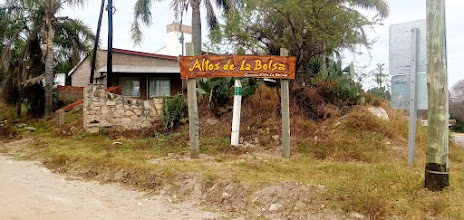
Cartel de entrada al barrio en la calle Domingo Faustino Sarmiento

Ubicado en el noreste de la localidad, está delimitado por la calle Neuquén, el río Anisacate y la ruta provincial 5, limitando con la localidad de Anisacate.

Este barrio surgió en 1944 con la venta de lotes. En 1970, a través de un convenio realizado entre los centros vecinales de La Bolsa y Anisacate, se cedió la mitad del loteo a esta última localidad, quedando dividido por la avenida Argentina.
Cerritos

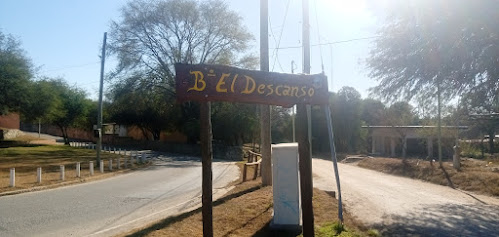
Cartel del barrio en calle Neuquén

Situado en el sureste de la localidad, se encuentra delimitado por la ruta provincial 5, el barrio Altos de La Bolsa y el Valle de Anisacate.

El loteo de esta zona se llevó a cabo entre 1947 y 1948 bajo la denominación "Villa Cerritos de Anisacate". Su geografía es mayormente ondulada y presenta una vegetación densa y enmarañada.

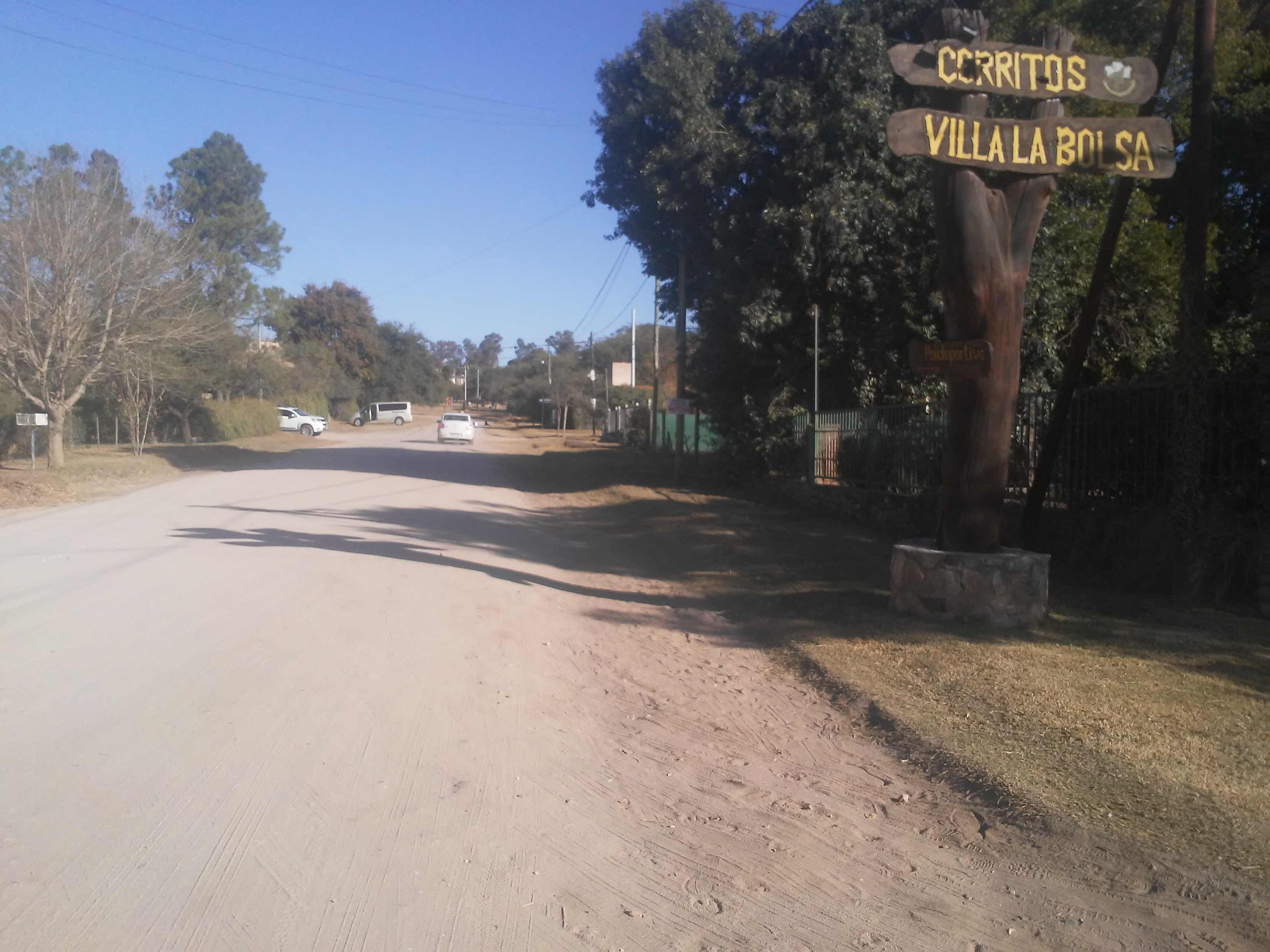
Entrada del Barrio Cerritos en la Calle Los Ceibos

## Sismicidad
La sismicidad de la región de Córdoba es frecuente y de intensidad baja, y un silencio sísmico de terremotos medios a graves cada 30 años en áreas aleatorias. Sus últimas expresiones se produjeron:
- 22 de septiembre de 1908 (116 años), a las 17.00 UTC-3, con 6,5 Richter, escala de Mercalli VII; ubicación 30°30′0″S 64°30′0″O / -30.50000, -64.50000; profundidad: 100 km; produjo daños en Deán Funes, Cruz del Eje y Soto, provincia de Córdoba, y en el sur de las provincias de Santiago del Estero, La Rioja y Catamarca[12]

- 16 de enero de 1947 (78 años), a las 2.37 UTC-3, con una magnitud aproximadamente de 5,5 en la escala de Richter (terremoto de Córdoba de 1947)[11]

- 28 de marzo de 1955 (70 años), a las 6.20 UTC-3 con 6,9 Richter: además de la gravedad física del fenómeno se unió el desconocimiento absoluto de la población a estos eventos recurrentes (terremoto de Villa Giardino de 1955)

- 7 de septiembre de 2004 (20 años), a las 8.53 UTC-3 con 4,1 Richter

- 25 de diciembre de 2009 (15 años), a las 21.42 UTC-3 con 4,0 Richter